# Kanato de Turpán
El Kanato de Turpán (en chino tradicional, 吐魯番汗國 ), también conocido como Mogolistán Oriental, Reino de Uiguristán o Kanato de Turfán, era un kanato turco-mongol musulmán sunita gobernado por los descendientes de Chagatai. Fue fundado por Ahmad Alaq en 1487 con base en Turpán (hoy Turfán) como la división oriental de Mogolistán, una rama oriental del Kanato de Chagatai.
La mayoría de los territorios del Kanato de Turpán fueron conquistados por el Kanato de Yarkand, la rama occidental de Mogolistán, en 1570.

## Historia
En 1487, Ahmad Alaq obtuvo la independencia de su hermano Mahmud, y gobernó la parte norte de la cuenca del Tarim desde Turpán en el este. Bajo Ahmad Araq y su hijo mayor Mansur, Turpán se volvió más musulmán.
Ahmad Alaq hizo las paces con la China Ming, que había estado en conflicto por el control de Kara del en Hami desde la época de su padre Yunus Khan, e intercambió enviados. A principios del siglo XVI, Ahmad Alaq fue derrotado y asesinado en una batalla contra Muhammad Shaybani del Kanato de Bujará.
Mansur, quien sucedió a Ahmad Araq en el trono, expandió su dominio hacia Turpán y Aksu.Enfrentó a su hermano, el sultán Said Kan, quien gobernaba el oeste de Mogolistán, y lo desterró después de derrotarlo. También se enfrentó a la dinastía Ming por el control del reino Kara Del, con sede en Hami. En 1513, Mansur logró conquistar el reino y someter la región bajo su gobierno. Esta conquista llevó a la migración de budistas del área de Hami hacia territorios controlados por Ming, mientras que los budistas en áreas al oeste de Hami desaparecieron. El historiador Mirza Muhammad Haidar Dughlat describió la batalla de Mansur con la dinastía Ming por Hami como una "guerra santa".

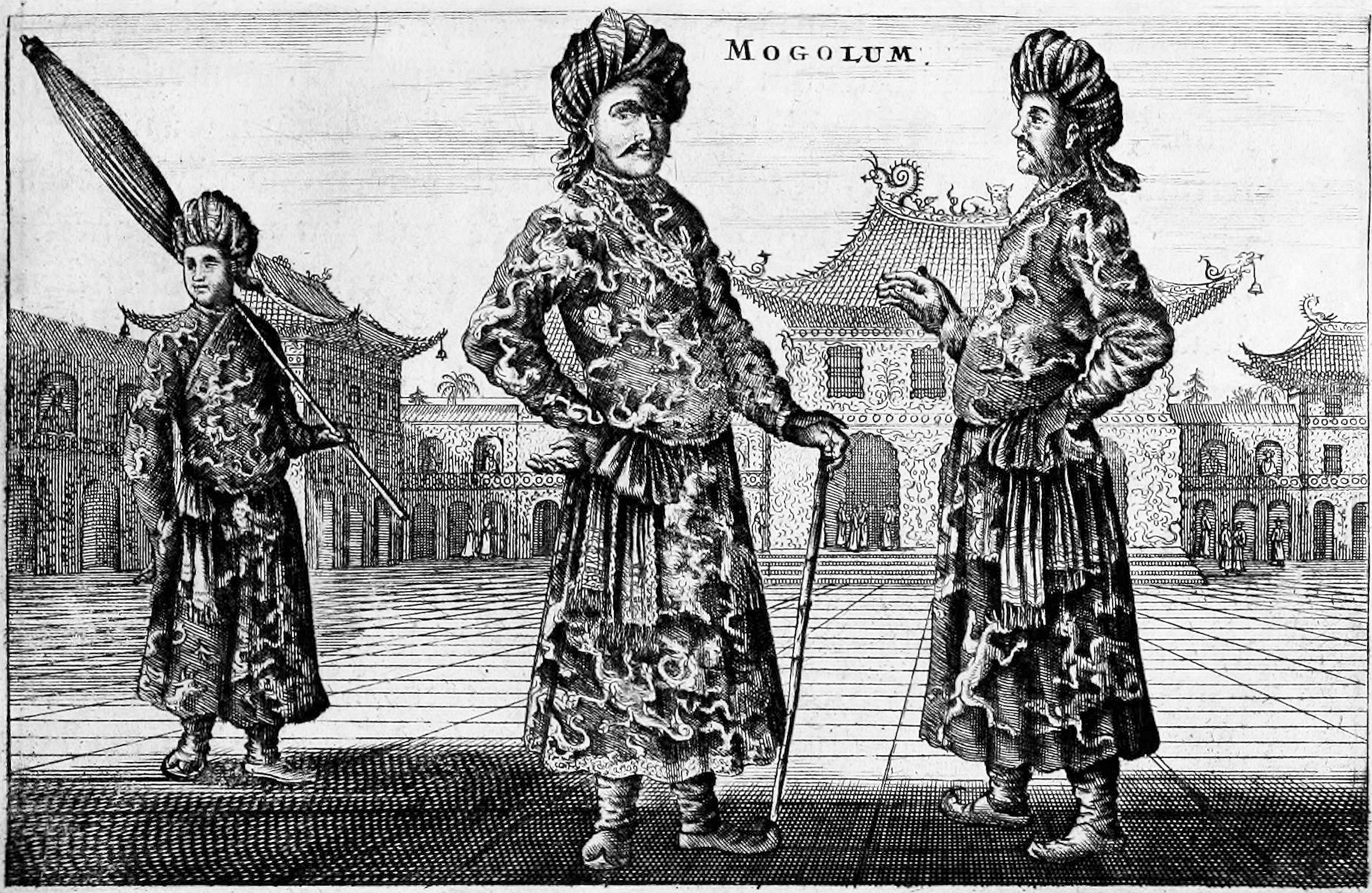
"Embajada mogol ", vista por los visitantes neerlandeses en Pekín en 1656. Según Lach y Kley (1993), los historiadores modernos (en concreto, Luciano Petech) piensan que los emisarios retratados procedían de Turpán, y no de la India mogola.

Mientras Mansur luchaba contra la China Ming, el sultán Said Kan estaba bajo la protección de su primo, Babur de la Dinastía timúrida, en Kabul. En respuesta a la captura de Samarcanda por parte de Babur, el Mir de Duglat capturó el valle de Ferganá y se lo presentó al sultán Said Kan. Utilizando esto como punto de apoyo, el sultán Said Kan regresó a Mongolistán y derrotó a Mirza Abu Bakr Dughlat en Dughlat, y en 1514 se declaró Kan. También había una facción en la división Duglat que se oponía a Abu Bakr, y Mirza Muhammad Haidar y otros apoyaban al sultán Said Khan.
Al principio, los hermanos Mansur Khan y Sultan Said Khan estaban en desacuerdo, pero finalmente se reconciliaron, y los Kanes de Mogngolistán coexistieron en el este y el oeste. El sultán Said intentó avanzar hacia la región esteparia del oeste, pero fue bloqueado por los uzbecos y kazajos, y acabó tomando posesión de la cuenca occidental del Tarim, centrada en Kasgar y Yarkand. Como resultado, el gobierno del sultán Said Khan y sus descendientes pasó a ser conocido como Kanato de Yarkand.

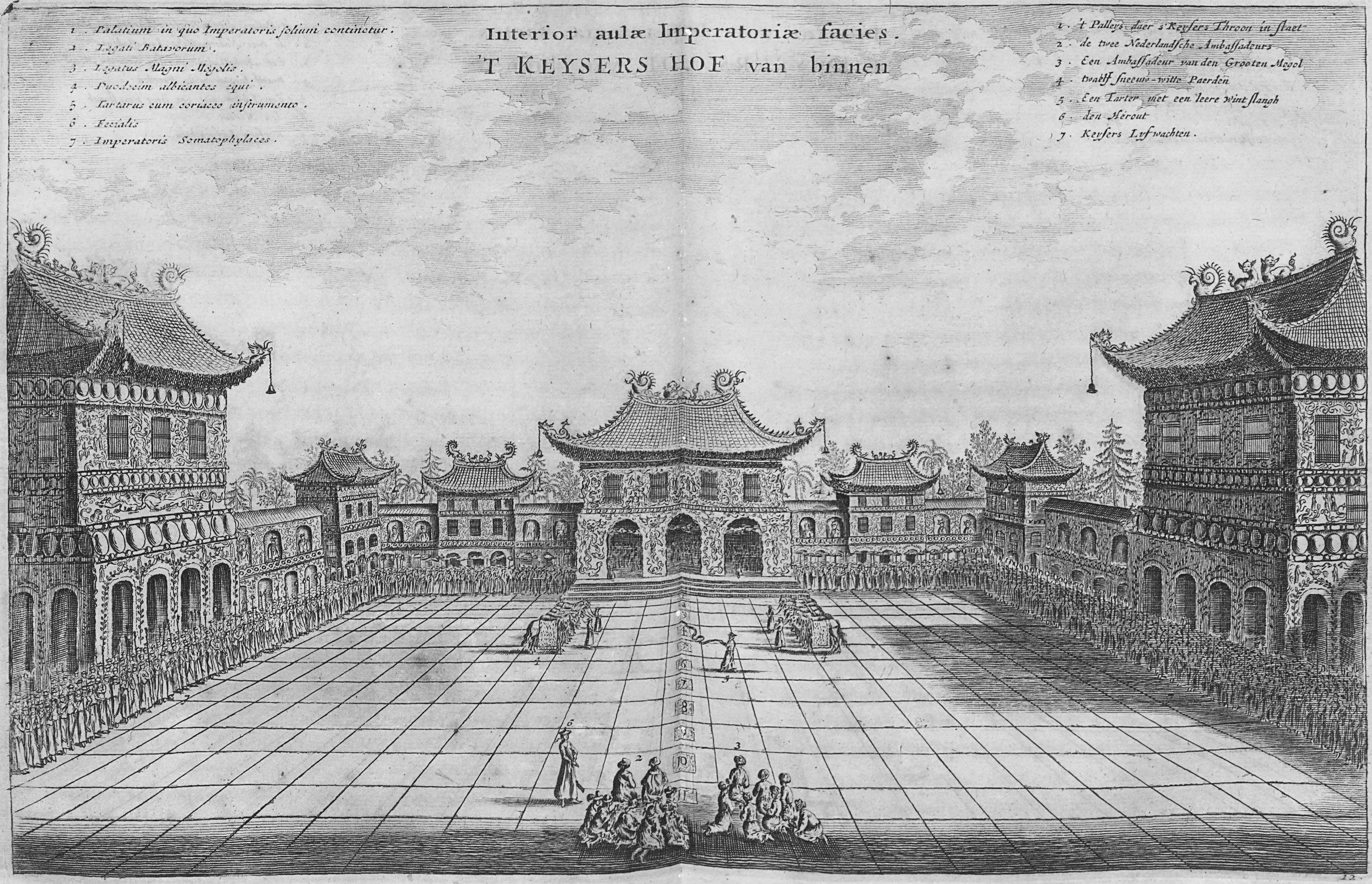
La presunta "embajada mogol" de Turpan (grupo "3") en la corte china en 1656, junto con la embajada de Holanda ("Batavorum", grupo "2").

A partir del siglo XVI, los líderes de los Khojas llegaron a tener una fuerte influencia, reemplazando a la facción Dughlat, que tradicionalmente había tenido una fuerte influencia en Mongolistán.
El Kanato de Turpán declinó rápidamente después de la muerte de Mansur bajo el reinado de Shah Kan, y en 1570, el Kanato de Turpán fue invadido por un ejército liderado por Abduraim Sultan (hermano de Abdul Karim Khan ), el gobernador de Jotán en el Kanato de Yarkand. El monarca, Muhammad Khan ibn Mansur Khan, fue capturado y hecho prisionero, y el Kanato de Turpán desapareció de los textos históricos. Quraish, que se había rebelado, fue sometido por el ejército enviado por Abdul Karim Khan, y Turpán quedó bajo el control del Kanato de Yarkand. Lo último que se supo del Kanato de Turpán fueron las embajadas enviadas desde Turpán a Beijing en 1647 y 1657. La dinastía Qing de China las consideraba embajadas de un auténtico Chagatayid.

## Lista de gobernantes
| # | Nombre                        | Reinado   |
| - | ----------------------------- | --------- |
| 1 | Ahmad Alaq                    | 1487-1504 |
| 2 | Mansur Khan                   | 1503-1543 |
| 3 | Barberchak                    | 1543      |
| 4 | Shah Khan                     | 1545-1570 |
| 5 | Muhammad Khan ibn Mansur Khan | 1570      |